# Закон Ампера

Взаємодія двох елементарних струмів: а — паралельних, б — антипаралельних (всі відрізки (вектори) лежать в одній площині)

Закон Ампера — закон взаємодії постійних струмів, котрий установив Андре-Марі Ампер 1820 року. Із закону Ампера виходить, що паралельні провідники з постійними струмами, які течуть в одному напрямі, притягуються, а в протилежному — відштовхуються. Законом Ампера називають також закон, що визначає силу, з якою магнітне поле діє на невеликий відрізок провідника зі струмом.
Сила Ампера — це сила, з якою магнітне поле діє на провідник зі струмом.
{\displaystyle F=BIL\sin \alpha \!}
Сила Ампера залежить від сили струму {\displaystyle I}, елемента (частини) довжини провідника {\displaystyle dl}, кута між напрямом струму і напрямком ліній магнітного поля {\displaystyle \alpha } та магнітної індукції {\displaystyle B}, і задається формулою
{\displaystyle dF=BIdl\sin \alpha \!}
У векторній формі силу Ампера записують так:
{\displaystyle d\mathbf {F} =I[\mathbf {dl} ,\mathbf {B} ]}.

## Фізичний зміст закону Ампера
Під законом Ампера мають на увазі сукупність тверджень і формул, що розкривають силовий вплив на провідник зі струмом з боку магнітного поля — можливо, створеного іншим провідником зі струмом. Закон визначає:
- силу дії малого відрізка провідника {\displaystyle dl_{1}} зі струмом {\displaystyle I_{1}} на інший малий відрізок {\displaystyle dl_{2}} зі струмом {\displaystyle I_{2}}:

{\displaystyle d^{2}{\vec {F}}_{12}={\frac {\mu _{0}I_{1}I_{2}}{4\pi }}\cdot {\frac {d{\vec {l}}_{2}\times [d{\vec {l}}_{1}\times ({\vec {r}}_{2}-{\vec {r}}_{1})]}{|{\vec {r}}_{1}-{\vec {r}}_{2}|^{3}}}=I_{2}d{\vec {l}}_{2}\times d{\vec {B}}_{1}({\vec {r}}_{2})},
де {\displaystyle {\vec {r}}_{1}} і {\displaystyle {\vec {r}}_{2}} — радіус-вектори елементів довжини провідників {\displaystyle d{\vec {l}}_{1}} і {\displaystyle d{\vec {l}}_{2}}, а {\displaystyle d^{2}{\vec {F}}_{12}} — сила дії елемента {\displaystyle d{\vec {l}}_{1}} (який створює поле {\displaystyle d{\vec {B}}_{1}({\vec {r}}_{2})} в точці {\displaystyle {\vec {r}}_{2}}) на елемент {\displaystyle d{\vec {l}}_{2}}; {\displaystyle \mu _{0}} — магнітна стала;
- силу взаємодії двох провідних замкнутих контурів форми {\displaystyle C_{1}} і {\displaystyle C_{2}} зі струмами {\displaystyle I_{1}} і {\displaystyle I_{2}}:

{\displaystyle \mathbf {F} _{12}={\mu _{0}I_{1}I_{2} \over 4\pi }\oint \limits _{\mathbb {C} _{2}}\oint \limits _{\mathbb {C} _{1}}{\frac {[\mathrm {d} \mathbf {r} _{2},[\mathrm {d} \mathbf {r} _{1},\mathbf {r} _{2}-\mathbf {r} _{1}]]}{|\mathbf {r} _{1}-\mathbf {r} _{2}|^{3}}}},
де {\displaystyle \mathbf {r} _{1}} і {\displaystyle \mathbf {r} _{2}} — радіус-вектори, які пробігають усі точки контурів {\displaystyle C_{1}}, {\displaystyle C_{2}}, а {\displaystyle \mathbf {F} _{12}} — сила, з якою контур {\displaystyle C_{1}} діє на контур {\displaystyle C_{2}}. По суті, це інтегрування виразу з попереднього пункту;
- силу, з якою магнітне поле діє на відрізок провідника {\displaystyle dl} зі струмом {\displaystyle I} (A), плоску ділянку {\displaystyle dS} зі струмом {\displaystyle {\vec {i}}} (А/м) або малий об'єм {\displaystyle dV} зі струмом {\displaystyle {\vec {j}}} (А/м2):

{\displaystyle d{\vec {F}}=Id{\vec {l}}\times {\vec {B}},\qquad d{\vec {F}}={\vec {i}}dS\times {\vec {B}},\qquad d{\vec {F}}={\vec {j}}dV\times {\vec {B}}}.
Напрямок сили {\displaystyle d{\vec {F}}} визначають за правилом обчислення векторного добутку. Її модуль у разі проводу знаходять як {\displaystyle dF=IBdl\sin \alpha }, де {\displaystyle \alpha } — кут між {\displaystyle {\vec {B}}} і напрямком струму. Сила найбільша, коли провідник перпендикулярний до ліній магнітної індукції ({\displaystyle \alpha =90^{\circ }}). Інтегрування дозволяє отримати силу дії поля на об'єкт у цілому.

## Випадок двох паралельних провідників

Два нескінченних рівнобіжних провідники зі струмами у вакуумі

Найвідомішим прикладом, що показує силу Ампера, є така задача. У вакуумі на відстані {\displaystyle r} один від одного розташовані два нескінченних паралельних провідника, в яких в одному напрямку течуть струми {\displaystyle I_{1}} і {\displaystyle I_{2}}. Потрібно знайти силу, яка діє на одиницю довжини провідника.
За законом Біо — Савара — Лапласа нескінченний провідник зі струмом {\displaystyle I_{1}} у точці на відстані {\displaystyle r} створює магнітне поле з індукцією
{\displaystyle {\vec {B}}_{1}(r)={\frac {\mu _{0}}{4\pi }}{\frac {2I_{1}}{r}}\,{\vec {e}}_{\varphi }},
де {\displaystyle \mu _{0}} — магнітна стала, {\displaystyle {\vec {e}}_{\varphi }} — одиничний вектор уздовж кола, віссю симетрії якого є провід зі струмом {\displaystyle I_{1}}.
За законом Ампера знайдемо силу, з якою перший провідник діє на малу ділянку {\displaystyle d{\vec {l}}} другого:
{\displaystyle d{\vec {F}}_{12}=I_{2}d{\vec {l}}\times {\vec {B}}_{1}(r).}
За правилом лівої руки, {\displaystyle d{\vec {F}}_{12}} спрямована в бік першого провідника (так само, сила {\displaystyle d{\vec {F}}_{21}}, яка діє на перший провідник, спрямована в бік другого провідника). Отже, провідники притягуються.
Модуль цієї сили ({\displaystyle r} — відстань між провідниками):
{\displaystyle dF_{12}={\frac {\mu _{0}}{4\pi }}{\frac {2I_{1}I_{2}}{r}}dl.}
Інтегруємо за ділянкою провідника довжини {\displaystyle L} (межі інтегрування за {\displaystyle l} від 0 до {\displaystyle L}):
{\displaystyle F_{12}={\frac {\mu _{0}}{4\pi }}{\frac {2I_{1}I_{2}}{r}}\cdot L.}
Якщо {\displaystyle L} — одинична довжина, то цей вираз задає шукану силу взаємодії.

## Прояви закону Ампера
- Електродинамічне зрушення шин (струмопроводів) трифазного змінного струму на підстанціях під дією струмів короткого замикання.
- Розсування струмопроводів рейкотрона під час пострілу.

## Застосування
Будь-які вузли в електротехніці, де під дією електромагнітного поля відбувається рух будь-яких елементів, використовують закон Ампера. Принцип роботи електромеханічних машин (рух частини обмотки ротора відносно частини обмотки статора) ґрунтується на використанні закону Ампера, і найбільш поширений пристрій — це електродвигун, або, що конструктивно майже те саме — генератор. Саме під дією сили Ампера відбувається обертання ротора, оскільки на його обмотку діє магнітне поле статора, приводячи в рух. Будь-які транспортні засоби на електротязі для обертання валів, на яких розміщено колеса, використовують силу Ампера (трамваї, електрокари, електропоїзди тощо).
Також магнітне поле рухає механізми електроприводів (електро-двері, розсувні ворота, двері ліфта). Іншими словами: будь-які пристрої, які працюють на електриці і мають рухомі вузли, засновані на використанні закону Ампера.
Також, він застосовується в багатьох інших видах електротехніки — навушниках чи наприклад, у динамічному гучномовці (динаміку): в ньому для збудження мембрани, яка виробляє звукові коливання, використовують постійний магніт, на нього під дією електромагнітного поля, створюваного розташованим поруч провідником зі струмом, діє сила Ампера, яка змінюється відповідно до потрібної звукової частоти.
Також:
- Електродинамічне стиснення плазми; наприклад, у токамаках, установках Z-пінч.
- Електродинамічний метод пресування.

## Сила Ампера і третій закон Ньютона
Нехай є два тонких провідники зі струмами {\displaystyle I_{1}} і {\displaystyle I_{2}}, що мають форму кривих {\displaystyle C_{1}} і {\displaystyle C_{2}}, які задані радіус-векторами {\displaystyle \mathbf {r} _{1}} і {\displaystyle \mathbf {r} _{2}}.
Для сил взаємодії нескінченно малих ділянок цих провідників третій закон Ньютона не виконується. А саме, сила Ампера для впливу елемента першого провідника на елемент другого {\displaystyle \mathrm {d} ^{2}\mathbf {F} _{12}} не дорівнює взятій із протилежним знаком силі, що діє з боку елемента другого провідника на елемент першого {\displaystyle \mathrm {d} ^{2}\mathbf {F} _{21}}:
{\displaystyle \mathrm {d} ^{2}\mathbf {F} _{12}=I_{2}\mathrm {d} \mathbf {r} _{2}\times \mathrm {d} \mathbf {B} _{1}(\mathbf {r} _{2})\neq -\mathrm {d} ^{2}\mathbf {F} _{21}=-I_{1}\mathrm {d} \mathbf {r} _{1}\times \mathrm {d} \mathbf {B} _{2}(\mathbf {r} _{1})}.
Тут {\displaystyle \mathrm {d} \mathbf {B} _{1}} і {\displaystyle \mathrm {d} \mathbf {B} _{2}} — поле, створюване ділянкою першого і ділянкою другого проводу, відповідно. Цей факт ні в якому разі не компрометує динаміки Ньютона, оскільки постійний струм може протікати тільки по замкнутому контуру — і, отже, третій закон Ньютона зобов'язаний діяти тільки для сил, з якими взаємодіють два замкнутих провідники зі струмом. На відміну від окремих елементів, для замкнутих контурів закон Ньютона виконується:
{\displaystyle \mathbf {F} _{12}=\oint \limits _{\mathbb {C} _{2}}(I_{2}\mathrm {d} \mathbf {r} _{2}\times \mathbf {B} _{1}(\mathbf {r} _{2}))=-\mathbf {F} _{21}=-\oint \limits _{\mathbb {C} _{1}}(I_{1}\mathrm {d} \mathbf {r} _{1}\times \mathbf {B} _{2}(\mathbf {r} _{1}))},
де {\displaystyle \mathbf {B} _{1}} і {\displaystyle \mathbf {B} _{2}} — поле, створюване цілком першим і цілком другим проводом (а не їх окремими ділянками). Поле в кожному випадку знаходять з використанням формули Біо — Савара — Лапласа.
Нехай є два тонких провідники зі струмами {\displaystyle I_{1}} і {\displaystyle I_{2}}, що мають форму кривих {\displaystyle C_{1}} і {\displaystyle C_{2}}, які задані радіус-векторами {\displaystyle \mathbf {r} _{1}} та {\displaystyle \mathbf {r} _{2}}. Силу, що діє на елемент струму одного дроту з боку елемента струму іншого дроту, знаходять за законом Біо — Савара — Лапласа: елемент струму {\displaystyle I_{1}\mathrm {d} \mathbf {r} _{1}}, розташований у точці {\displaystyle \mathbf {r} _{1}}, створює в точці {\displaystyle \mathbf {r} _{2}} елементарне магнітне поле
{\displaystyle \mathrm {d} \mathbf {B} _{1}(\mathbf {r} _{2})={\mu _{0} \over 4\pi }{\frac {I_{1}[\mathrm {d} \mathbf {r} _{1},\mathbf {r} _{2}-\mathbf {r} _{1}]}{|\mathbf {r} _{2}-\mathbf {r} _{1}|^{3}}}}.
За законом Ампера сила, що діє з боку поля {\displaystyle \mathrm {d} \mathbf {B} _{1}(\mathbf {r} _{2})} на елемент струму {\displaystyle I_{2}\mathrm {d} \mathbf {r} _{2}}, розташований у точці {\displaystyle \mathbf {r} _{2}}, дорівнює
{\displaystyle \mathrm {d} ^{2}\mathbf {F} _{12}=I_{2}\mathrm {d} \mathbf {r} _{2}\times \mathrm {d} \mathbf {B} _{1}(\mathbf {r} _{2})={\mu _{0}I_{1}I_{2} \over 4\pi }{\frac {[\mathrm {d} \mathbf {r} _{2},[\mathrm {d} \mathbf {r} _{1},\mathbf {r} _{2}-\mathbf {r} _{1}]]}{|\mathbf {r} _{2}-\mathbf {r} _{1}|^{3}}}.}
Елемент струму {\displaystyle I_{2}\mathrm {d} \mathbf {r} _{2}}, розташований у точці {\displaystyle \mathbf {r} _{2}}, створює в точці {\displaystyle \mathbf {r} _{1}} елементарне магнітне поле
{\displaystyle \mathrm {d} \mathbf {B} _{2}(\mathbf {r} _{1})={\mu _{0} \over 4\pi }{\frac {I_{2}[\mathrm {d} \mathbf {r} _{2},\mathbf {r} _{1}-\mathbf {r} _{2}]}{|\mathbf {r} _{2}-\mathbf {r} _{1}|^{3}}}}.
Сила Ампера, що діє з боку поля {\displaystyle \mathrm {d} \mathbf {B} _{2}(\mathbf {r} _{1})} на елемент струму {\displaystyle I_{1}\mathrm {d} \mathbf {r} _{1}}, розташований у точці {\displaystyle \mathbf {r} _{1}}, дорівнює
{\displaystyle \mathrm {d} ^{2}\mathbf {F} _{21}=I_{1}\mathrm {d} \mathbf {r} _{1}\times \mathrm {d} \mathbf {B} _{2}(\mathbf {r} _{1})={\mu _{0}I_{1}I_{2} \over 4\pi }{\frac {[\mathrm {d} \mathbf {r} _{1},[\mathrm {d} \mathbf {r} _{2},\mathbf {r} _{1}-\mathbf {r} _{2}]]}{|\mathbf {r} _{2}-\mathbf {r} _{1}|^{3}}}.}
У загальному випадку для довільних {\displaystyle \mathbf {r} _{1}} і {\displaystyle \mathbf {r} _{2}} сили {\displaystyle \mathrm {d} ^{2}\mathbf {F} _{12}} і {\displaystyle \mathrm {d} ^{2}\mathbf {F} _{21}} навіть не колінеарні, а отже, не підлягають третьому закону Ньютона: {\displaystyle \mathrm {d} ^{2}\mathbf {F} _{12}+\mathrm {d} ^{2}\mathbf {F} _{21}\neq 0}.
Цей результат, однак, не вказує на неспроможність динаміки Ньютона в цьому випадку. Загалом, постійний струм може текти лише по замкнутому контуру. Тому третій закон Ньютона має діяти тільки для сил, з якими взаємодіють два замкнуті провідники зі струмом. Можна переконатися, що для таких провідників третій закон Ньютона виконується.
Нехай криві {\displaystyle C_{1}} і {\displaystyle C_{2}} замкнуті. Тоді струм {\displaystyle I_{1}} створює в точці {\displaystyle \mathbf {r} _{2}} магнітне поле
{\displaystyle \mathbf {B} _{1}(\mathbf {r} _{2})={\mu _{0}I_{1} \over 4\pi }\oint \limits _{\mathbb {C} _{1}}{\frac {[\mathrm {d} \mathbf {r} _{1},\mathbf {r} _{2}-\mathbf {r} _{1}]}{|\mathbf {r} _{2}-\mathbf {r} _{1}|^{3}}},}
де інтегрування за {\displaystyle C_{1}} виконується в напрямку струму {\displaystyle I_{1}}. Сила Ампера, що діє з боку поля {\displaystyle \mathbf {B} _{1}(\mathbf {r} _{2})} на контур {\displaystyle C_{2}} зі струмом {\displaystyle I_{2}}, дорівнює
{\displaystyle \mathbf {F} _{12}=\oint \limits _{\mathbb {C} _{2}}(I_{2}\mathrm {d} \mathbf {r} _{2}\times \mathbf {B} _{1}(\mathbf {r} _{2}))=\oint \limits _{\mathbb {C} _{2}}(I_{2}\mathrm {d} \mathbf {r} _{2}\times {\mu _{0}I_{1} \over 4\pi }\oint \limits _{\mathbb {C} _{1}}{\frac {[\mathrm {d} \mathbf {r} _{1},\mathbf {r} _{2}-\mathbf {r} _{1}]}{|\mathbf {r} _{2}-\mathbf {r} _{1}|^{3}}})={\mu _{0}I_{1}I_{2} \over 4\pi }\oint \limits _{\mathbb {C} _{2}}\oint \limits _{\mathbb {C} _{1}}{\frac {[\mathrm {d} \mathbf {r} _{2},[\mathrm {d} \mathbf {r} _{1},\mathbf {r} _{2}-\mathbf {r} _{1}]]}{|\mathbf {r} _{2}-\mathbf {r} _{1}|^{3}}},}
де інтегрування за {\displaystyle C_{2}} виконується в напрямку струму {\displaystyle I_{2}}. Порядок інтегрування несуттєвий.
Аналогічно сила Ампера, що діє з боку поля {\displaystyle \mathbf {B} _{2}(\mathbf {r} _{1})}, створюваного струмом {\displaystyle I_{2}}, на контур {\displaystyle C_{1}} зі струмом {\displaystyle I_{1}}, дорівнює
{\displaystyle \mathbf {F} _{21}=\oint \limits _{\mathbb {C} _{1}}(I_{1}\mathrm {d} \mathbf {r} _{1}\times \mathbf {B} _{2}(\mathbf {r} _{1}))={\mu _{0}I_{1}I_{2} \over 4\pi }\oint \limits _{\mathbb {C} _{1}}\oint \limits _{\mathbb {C} _{2}}{\frac {[\mathrm {d} \mathbf {r} _{1},[\mathrm {d} \mathbf {r} _{2},\mathbf {r} _{1}-\mathbf {r} _{2}]]}{|\mathbf {r} _{2}-\mathbf {r} _{1}|^{3}}}=\oint \limits _{\mathbb {C} _{1}}\oint \limits _{\mathbb {C} _{2}}\mathrm {d} ^{2}\mathbf {F} _{21}.}
Рівність {\displaystyle \mathbf {F} _{12}+\mathbf {F} _{21}=0} еквівалентна рівності
{\displaystyle \oint \limits _{\mathbb {C} _{2}}\oint \limits _{\mathbb {C} _{1}}{\frac {[\mathrm {d} \mathbf {r} _{2},[\mathrm {d} \mathbf {r} _{1},\mathbf {r} _{2}-\mathbf {r} _{1}]]}{|\mathbf {r} _{2}-\mathbf {r} _{1}|^{3}}}=\oint \limits _{\mathbb {C} _{1}}\oint \limits _{\mathbb {C} _{2}}{\frac {[\mathrm {d} \mathbf {r} _{1},[\mathrm {d} \mathbf {r} _{2},\mathbf {r} _{2}-\mathbf {r} _{1}]]}{|\mathbf {r} _{2}-\mathbf {r} _{1}|^{3}}}}.
Щоб довести цю останню рівність, зауважимо, що вираз для сили Ампера дуже схожий на вираз для циркуляції магнітного поля за замкнутим контуром, у якому зовнішній скалярний добуток замінили векторним добутком.
Користуючись тотожністю Лагранжа, подвійний векторний добуток у лівій частині рівності, що доводиться, можна записати так:
{\displaystyle [\mathrm {d} \mathbf {r} _{2},[\mathrm {d} \mathbf {r} _{1},\mathbf {r} _{2}-\mathbf {r} _{1}]]=\mathrm {d} \mathbf {r} _{1}(\mathrm {d} \mathbf {r} _{2},\mathbf {r} _{2}-\mathbf {r} _{1})-(\mathbf {r} _{2}-\mathbf {r} _{1})(\mathrm {d} \mathbf {r} _{2},\mathrm {d} \mathbf {r} _{1}).}
Тоді ліва частина рівності, що доводиться, набуде вигляду:
{\displaystyle \oint \limits _{\mathbb {C} _{2}}\oint \limits _{\mathbb {C} _{1}}{\frac {[\mathrm {d} \mathbf {r} _{2},[\mathrm {d} \mathbf {r} _{1},\mathbf {r} _{2}-\mathbf {r} _{1}]]}{|\mathbf {r} _{2}-\mathbf {r} _{1}|^{3}}}=\oint \limits _{\mathbb {C} _{1}}\oint \limits _{\mathbb {C} _{2}}{\frac {\mathrm {d} \mathbf {r} _{1}(\mathrm {d} \mathbf {r} _{2},\mathbf {r} _{2}-\mathbf {r} _{1})}{|\mathbf {r} _{2}-\mathbf {r} _{1}|^{3}}}-\oint \limits _{\mathbb {C} _{1}}\oint \limits _{\mathbb {C} _{2}}{\frac {(\mathbf {r} _{2}-\mathbf {r} _{1})(\mathrm {d} \mathbf {r} _{2},\mathrm {d} \mathbf {r} _{1})}{|\mathbf {r} _{2}-\mathbf {r} _{1}|^{3}}}.}
Розглянемо окремо інтеграл {\displaystyle \oint \limits _{\mathbb {C} _{1}}\oint \limits _{\mathbb {C} _{2}}{\frac {\mathrm {d} \mathbf {r} _{1}(\mathrm {d} \mathbf {r} _{2},\mathbf {r} _{2}-\mathbf {r} _{1})}{|\mathbf {r} _{2}-\mathbf {r} _{1}|^{3}}}}, який можна переписати в такому вигляді:
{\displaystyle \oint \limits _{\mathbb {C} _{1}}\oint \limits _{\mathbb {C} _{2}}{\frac {\mathrm {d} \mathbf {r} _{1}(\mathrm {d} \mathbf {r} _{2},\mathbf {r} _{2}-\mathbf {r} _{1})}{|\mathbf {r} _{2}-\mathbf {r} _{1}|^{3}}}=\oint \limits _{\mathbb {C} _{1}}\mathrm {d} \mathbf {r} _{1}\oint \limits _{\mathbb {C} _{2}}{\frac {(\mathbf {r} _{2}-\mathbf {r} _{1},\mathrm {d} (\mathbf {r} _{2}-\mathbf {r} _{1}))}{|\mathbf {r} _{2}-\mathbf {r} _{1}|^{3}}}.}
Виконавши заміну змінної у внутрішньому інтегралі на {\displaystyle \mathbf {r} =\mathbf {r} _{2}-\mathbf {r} _{1}}, де вектор {\displaystyle \mathbf {r} } змінюється за замкнутим контуром {\displaystyle C_{2}'}, виявимо, що внутрішній інтеграл є циркуляцією градієнтного поля за замкнутим контуром. Отже, він дорівнює нулю:
{\displaystyle \oint \limits _{\mathbb {C} _{2}}{\frac {(\mathbf {r} _{2}-\mathbf {r} _{1},\mathrm {d} (\mathbf {r} _{2}-\mathbf {r} _{1}))}{|\mathbf {r} _{2}-\mathbf {r} _{1}|^{3}}}=\oint \limits _{\mathbb {C} _{2}'}{\frac {(\mathbf {r} ,\mathrm {d} \mathbf {r} )}{|\mathbf {r} |^{3}}}=-\oint \limits _{\mathbb {C} _{2}'}(\mathrm {grad} ({\frac {1}{|\mathbf {r} |}}),\mathrm {d} \mathbf {r} )=0.}
Отже, і весь подвійний криволінійний інтеграл дорівнює нулю. У такому разі для сили {\displaystyle \mathbf {F} _{12}} можна записати:
{\displaystyle \mathbf {F} _{12}={\mu _{0}I_{1}I_{2} \over 4\pi }\oint \limits _{\mathbb {C} _{1}}\oint \limits _{\mathbb {C} _{2}}{\frac {(\mathbf {r} _{1}-\mathbf {r} _{2})(\mathrm {d} \mathbf {r} _{2},\mathrm {d} \mathbf {r} _{1})}{|\mathbf {r} _{2}-\mathbf {r} _{1}|^{3}}}.}
Вираз для сили {\displaystyle \mathbf {F} _{21}} можна отримати з виразу для сили {\displaystyle \mathbf {F} _{12}}, просто з міркувань симетрії. Для цього проведемо заміну індексів: 2 міняємо на 1, а 1 — на 2. У такому разі для сили {\displaystyle \mathbf {F} _{21}} можна записати:
{\displaystyle \mathbf {F} _{21}={\mu _{0}I_{1}I_{2} \over 4\pi }\oint \limits _{\mathbb {C} _{1}}\oint \limits _{\mathbb {C} _{2}}{\frac {(\mathbf {r} _{2}-\mathbf {r} _{1})(\mathrm {d} \mathbf {r} _{2},\mathrm {d} \mathbf {r} _{1})}{|\mathbf {r} _{2}-\mathbf {r} _{1}|^{3}}}.}
Теперь цілком очевидно, що {\displaystyle \mathbf {F} _{12}=-\mathbf {F} _{21}}. Отже, сила Ампера в разі замкнутих провідників підпорядкована третьому закону Ньютона.

## Деякі історичні аспекти

### Виявлення ефекту
1820 року Ганс Крістіан Ерстед відкрив, що провід, яким іде струм, створює магнітне поле і змушує відхилятися стрілку компаса. Він помітив, що магнітне поле перпендикулярне до струму, а не паралельне йому, як можна було б очікувати. Ампер, натхненний демонстрацією досліду Ерстеда, виявив, що два паралельні провідники, якими тече струм, притягуються або відштовхуються залежно від того, в одному чи різних напрямках по них тече струм. Таким чином, струм не лише створює магнітне поле, але й магнітне поле діє на струм. Вже через тиждень після оголошення Ерстедом про свій дослід, Ампер запропонував пояснення: провідник діє на магніт, через те що в магніті тече струм по безлічі маленьких замкнутих траєкторій.

### Підбір формули для сили
Закон взаємодії двох елементарних електричних струмів, відомий як закон Ампера, насправді пізніше запропонував Герман Грассман (тобто його було б правильніше називати законом Грассмана).
Оригінальний закон Ампера мав дещо іншу форму: сила, що діє з боку елемента струму {\displaystyle I_{1}\mathrm {d} \mathbf {r} _{1}}, розташованого в точці {\displaystyle \mathbf {r} _{1}}, на елемент струму {\displaystyle I_{2}\mathrm {d} \mathbf {r} _{2}}, розташований у точці {\displaystyle \mathbf {r} _{2}}, дорівнює
{\displaystyle \mathrm {d} ^{2}\mathbf {F} _{12}={\mu _{0}I_{1}I_{2} \over 4\pi }{\frac {(\mathbf {r} _{1}-\mathbf {r} _{2})}{|\mathbf {r} _{1}-\mathbf {r} _{2}|^{3}}}\left(2(\mathrm {d} \mathbf {r} _{1},\mathrm {d} \mathbf {r} _{2})-3{\frac {(\mathbf {r} _{1}-\mathbf {r} _{2},\mathrm {d} \mathbf {r} _{1})(\mathbf {r} _{1}-\mathbf {r} _{2},\mathrm {d} \mathbf {r} _{2})}{|\mathbf {r} _{1}-\mathbf {r} _{2}|^{2}}}\right)}.
Силу, що діє з боку елемента струму {\displaystyle I_{2}\mathrm {d} \mathbf {r} _{2}}, розташованого в точці {\displaystyle \mathbf {r} _{2}}, на елемент струму {\displaystyle I_{1}\mathrm {d} \mathbf {r} _{1}}, розташований у точці {\displaystyle \mathbf {r} _{1}},  можна отримати з формули сили {\displaystyle \mathrm {d} ^{2}\mathbf {F} _{12}} просто з міркувань симетрії, замінивши індекси: 2 на 1, а 1 на 2.
При цьому {\displaystyle \mathrm {d} ^{2}\mathbf {F} _{21}=-\mathrm {d} ^{2}\mathbf {F} _{12}}, тобто, оригінальний закон Ампера задовольняє третьому закону Ньютона вже в диференціальній формі. Ампер, перепробувавши низку виразів, зупинився саме на такому.
Якщо при розгляді якоїсь задачі розрахунку сили взаємодії (на ділі, несталих) незамкнутих струмів із порушенням третього закону Ньютона миритися не можна, є варіант використати оригінальний закон Ампера. У разі закону Грассмана при цьому доводиться включати до розгляду додаткову фізичну сутність — магнітне поле, щоб компенсувати недотримання третього закону.
Можна довести, що в інтегральній формі оригінального закону Ампера сили, з якими взаємодіють два замкнені провідники з постійними струмами, виходять тими самими, що й у законі Грассмана.
Щоб довести це, запишемо силу {\displaystyle \mathbf {F} _{21}} в такому вигляді:
{\displaystyle \mathbf {F} _{21}={\mu _{0}I_{1}I_{2} \over 4\pi }\oint \limits _{\mathbb {C} _{1}}\oint \limits _{\mathbb {C} _{2}}{\frac {(\mathbf {r} _{2}-\mathbf {r} _{1})(\mathrm {d} \mathbf {r} _{2},\mathrm {d} \mathbf {r} _{1})}{|\mathbf {r} _{2}-\mathbf {r} _{1}|^{3}}}+{\mu _{0}I_{1}I_{2} \over 4\pi }\oint \limits _{\mathbb {C} _{1}}\oint \limits _{\mathbb {C} _{2}}{\frac {(\mathbf {r} _{2}-\mathbf {r} _{1})}{|\mathbf {r} _{2}-\mathbf {r} _{1}|^{3}}}((\mathrm {d} \mathbf {r} _{1},\mathrm {d} \mathbf {r} _{2})-3{\frac {(\mathbf {r} _{2}-\mathbf {r} _{1},\mathrm {d} \mathbf {r} _{1})(\mathbf {r} _{2}-\mathbf {r} _{1},\mathrm {d} \mathbf {r} _{2})}{|\mathbf {r} _{1}-\mathbf {r} _{2}|^{2}}}).}
Очевидно, щоб сила вийшла тією ж, що й у законі Грассмана, достатньо довести, що другий доданок дорівнює нулю. Далі другий доданок будемо розглядати без жодних коефіцієнтів перед знаками інтегралів, оскільки ці коефіцієнти в загальному випадку нулю не дорівнюють, і тому нулю має дорівнювати сам подвійний криволінійний інтеграл.
Отже, позначимо {\displaystyle \mathbf {P} =\oint \limits _{\mathbb {C} _{1}}\oint \limits _{\mathbb {C} _{2}}{\frac {(\mathbf {r} _{2}-\mathbf {r} _{1})}{|\mathbf {r} _{1}-\mathbf {r} _{2}|^{3}}}((\mathrm {d} \mathbf {r} _{1},\mathrm {d} \mathbf {r} _{2})-3{\frac {(\mathbf {r} _{2}-\mathbf {r} _{1},\mathrm {d} \mathbf {r} _{1})(\mathbf {r} _{2}-\mathbf {r} _{1},\mathrm {d} \mathbf {r} _{2})}{|\mathbf {r} _{1}-\mathbf {r} _{2}|^{2}}})}. А довести слід, що {\displaystyle \mathbf {P} =0}
Припустимо, що в {\displaystyle \mathbf {P} } інтегрування проводиться спочатку за контуром {\displaystyle C_{2}}. В цьому випадку можна зробити заміну змінної: {\displaystyle \mathbf {r} =\mathbf {r} _{2}-\mathbf {r} _{1}}, де вектор {\displaystyle \mathbf {r} } змінюється за замкнутим контуром {\displaystyle C_{2}'}. Тоді можна записати
{\displaystyle \mathbf {P} =\oint \limits _{\mathbb {C} _{1}}\oint \limits _{\mathbb {C} _{2}'}{\frac {\mathbf {r} }{|\mathbf {r} |^{3}}}((\mathrm {d} \mathbf {r} _{1},\mathrm {d} \mathbf {r} )-3{\frac {(\mathbf {r} ,\mathrm {d} \mathbf {r} _{1})(\mathbf {r} ,\mathrm {d} \mathbf {r} )}{|\mathbf {r} |^{2}}}).}
Тепер при інтегрированні за контуром {\displaystyle C_{2}'} отримаємо деяку векторну функцію від {\displaystyle \mathbf {r} _{1}}, яку потім проінтегруємо за контуром {\displaystyle C_{1}}.
Можна довести, що {\displaystyle \mathbf {P} } можна подати у вигляді {\displaystyle \mathbf {P} =-\oint \limits _{\mathbb {C} _{1}}\oint \limits _{\mathbb {C} _{2}'}\mathbf {r} (\mathrm {grad} (\mathrm {grad} ({\frac {1}{|\mathbf {r} |}}),\mathrm {d} \mathbf {r} ),\mathrm {d} \mathbf {r} _{1})}, де обидва градієнти беруться за змінною {\displaystyle \mathbf {r} }. Доведення тривіальне, достатньо провести процедуру взяття градієнтів.
Далі за тотожністю Лагранжа можна записати:
{\displaystyle {\begin{aligned}&\mathrm {grad} (\mathrm {grad} ({\frac {1}{|\mathbf {r} |}}),\mathrm {d} \mathbf {r} )=\nabla (\mathrm {grad} ({\frac {1}{|\mathbf {r} |}}),\mathrm {d} \mathbf {r} )=[\mathrm {d} \mathbf {r} ,[\nabla ,\mathrm {grad} ({\frac {1}{|\mathbf {r} |}})]]+(\mathrm {d} \mathbf {r} ,\nabla )\mathrm {grad} ({\frac {1}{|\mathbf {r} |}})=\\&=0+{\partial \mathrm {grad} ({\frac {1}{|\mathbf {r} |}}) \over \partial x}\mathrm {d} x+{\partial \mathrm {grad} ({\frac {1}{|\mathbf {r} |}}) \over \partial y}\mathrm {d} y+{\partial \mathrm {grad} ({\frac {1}{|\mathbf {r} |}}) \over \partial z}\mathrm {d} z=\mathrm {d} (\mathrm {grad} ({\frac {1}{|\mathbf {r} |}}))\\\end{aligned}}.}
Тут нуль вийшов як ротор градієнтного поля. У результаті вийшов повний диференціал векторної функції
{\displaystyle \mathrm {grad} ({\frac {1}{|\mathbf {r} |}})}. Значит, теперь {\displaystyle \mathbf {P} } можно представить в виде {\displaystyle \mathbf {P} =-\oint \limits _{\mathbb {C} _{1}}\oint \limits _{\mathbb {C} _{2}'}\mathbf {r} (\mathrm {d} (\mathrm {grad} ({\frac {1}{|\mathbf {r} |}})),\mathrm {d} \mathbf {r} _{1})}. Цей інтеграл можна взяти, проінтегрувавши окремо кожну проєкцію. Наприклад проінтегруємо проєкцію x.
{\displaystyle P_{x}=-\oint \limits _{\mathbb {C} _{1}}\oint \limits _{\mathbb {C} _{2}'}x(\mathrm {d} (\mathrm {grad} ({\frac {1}{|\mathbf {r} |}})),\mathrm {d} \mathbf {r} _{1})=-\oint \limits _{\mathbb {C} _{1}}(\mathrm {d} \mathbf {r} _{1},\oint \limits _{\mathbb {C} _{2}'}\mathrm {d} (x\mathrm {grad} ({\frac {1}{|\mathbf {r} |}}))-\mathrm {grad} ({\frac {1}{|\mathbf {r} |}})\mathrm {d} x).}
Інтеграл від повного диференціала за будь-яким замкнутим контуром дорівнює нулю: {\displaystyle \oint \limits _{\mathbb {C} _{2}'}\mathrm {d} (x\mathrm {grad} ({\frac {1}{|\mathbf {r} |}}))=0}, тому {\displaystyle P_{x}} набуде вигляду:
{\displaystyle P_{x}=\oint \limits _{\mathbb {C} _{1}}(\mathrm {d} \mathbf {r} _{1},\oint \limits _{\mathbb {C} _{2}'}\mathrm {grad} ({\frac {1}{|\mathbf {r} |}})\mathrm {d} x)=\oint \limits _{\mathbb {C} _{1}}(\mathrm {d} \mathbf {r} _{1},\oint \limits _{\mathbb {C} _{2}}{\frac {\mathbf {r} _{1}-\mathbf {r} _{2}}{|\mathbf {r} _{1}-\mathbf {r} _{2}|^{3}}}\mathrm {d} x_{2}).}
Цього разу потрібно інтегрувати спочатку за контуром {\displaystyle C_{1}}. Зробимо заміну змінної: {\displaystyle \mathbf {r} =\mathbf {r} _{1}-\mathbf {r} _{2}}, де вектор {\displaystyle \mathbf {r} } змінюється за замкнутим контуром {\displaystyle C_{1}'}. Тоді можна записати
{\displaystyle P_{x}=\oint \limits _{\mathbb {C} _{2}}\mathrm {d} x_{2}\oint \limits _{\mathbb {C} _{1}'}(\mathrm {d} \mathbf {r} ,{\frac {\mathbf {r} }{|\mathbf {r} |^{3}}})=-\oint \limits _{\mathbb {C} _{2}}\mathrm {d} x_{2}\oint \limits _{\mathbb {C} _{1}'}(\mathrm {d} \mathbf {r} ,\mathrm {grad} ({\frac {1}{|\mathbf {r} |}}))=0,}
де градієнт знову береться за змінною {\displaystyle \mathbf {r} }.
Оскільки у виразі знову з'явилася циркуляція градієнтного поля за замкнутим контуром, то {\displaystyle P_{x}=0}.
Аналогічно можна записати для інших двох проєкцій:
{\displaystyle P_{y}=-\oint \limits _{\mathbb {C} _{1}}\oint \limits _{\mathbb {C} _{2}'}y(\mathrm {d} (\mathrm {grad} ({\frac {1}{|\mathbf {r} |}})),\mathrm {d} \mathbf {r} _{1})=-\oint \limits _{\mathbb {C} _{1}}(\mathrm {d} \mathbf {r} _{1},\oint \limits _{\mathbb {C} _{2}'}\mathrm {d} (y\mathrm {grad} ({\frac {1}{|\mathbf {r} |}}))-\mathrm {grad} ({\frac {1}{|\mathbf {r} |}})\mathrm {d} y)=0,}
{\displaystyle P_{z}=-\oint \limits _{\mathbb {C} _{1}}\oint \limits _{\mathbb {C} _{2}'}z(\mathrm {d} (\mathrm {grad} ({\frac {1}{|\mathbf {r} |}})),\mathrm {d} \mathbf {r} _{1})=-\oint \limits _{\mathbb {C} _{1}}(\mathrm {d} \mathbf {r} _{1},\oint \limits _{\mathbb {C} _{2}'}\mathrm {d} (z\mathrm {grad} ({\frac {1}{|\mathbf {r} |}}))-\mathrm {grad} ({\frac {1}{|\mathbf {r} |}})\mathrm {d} z)=0.}
Отже, {\displaystyle \mathbf {P} =0}.
Максвелл запропонував найзагальнішу форму закону взаємодії двох елементарних провідників зі струмом, у якій є коефіцієнт k (його не можна визначити без деяких припущень, що ґрунтуються на дослідах, у яких активний струм утворює замкнутий контур):
{\displaystyle \mathrm {d} ^{2}\mathbf {F} _{12}={\frac {1}{2}}{\mu _{0}I_{1}I_{2} \over 4\pi }\left({\begin{aligned}&(3-k){\frac {(\mathbf {r} _{1}-\mathbf {r} _{2})(\mathrm {d} \mathbf {r} _{1},\mathrm {d} \mathbf {r} _{2})}{|\mathbf {r} _{1}-\mathbf {r} _{2}|^{3}}}-3(1-k){\frac {(\mathbf {r} _{1}-\mathbf {r} _{2})(\mathbf {r} _{1}-\mathbf {r} _{2},\mathrm {d} \mathbf {r} _{1})(\mathbf {r} _{1}-\mathbf {r} _{2},\mathrm {d} \mathbf {r} _{2})}{|\mathbf {r} _{1}-\mathbf {r} _{2}|^{5}}}-\\&-(1+k){\frac {\mathrm {d} \mathbf {r} _{1}(\mathbf {r} _{1}-\mathbf {r} _{2},\mathrm {d} \mathbf {r} _{2})}{|\mathbf {r} _{1}-\mathbf {r} _{2}|^{3}}}-(1+k){\frac {\mathrm {d} \mathbf {r} _{2}(\mathbf {r} _{1}-\mathbf {r} _{2},\mathrm {d} \mathbf {r} _{1})}{|\mathbf {r} _{1}-\mathbf {r} _{2}|^{3}}}\\\end{aligned}}\right).}
У власній теорії Ампер узяв {\displaystyle k=-1}, Гаус прийняв {\displaystyle k=+1}, як Грассман і Клаузіус. У неефірних електронних теоріях Вебер прийняв {\displaystyle k=-1}, а Ріман прийняв {\displaystyle k=+1}. Ріц у своїй теорії залишив {\displaystyle k} невизначеним.
Для сили взаємодії двох замкнутих контурів {\displaystyle C_{1}} і {\displaystyle C_{2}} з {\displaystyle k=+1} виходить стандартний вираз.
{\displaystyle {\begin{aligned}&\mathrm {d} ^{2}\mathbf {F} _{12}={\mu _{0}I_{1}I_{2} \over 4\pi }\left({\frac {(\mathbf {r} _{1}-\mathbf {r} _{2})(\mathrm {d} \mathbf {r} _{1},\mathrm {d} \mathbf {r} _{2})}{|\mathbf {r} _{1}-\mathbf {r} _{2}|^{3}}}-{\frac {\mathrm {d} \mathbf {r} _{1}(\mathbf {r} _{1}-\mathbf {r} _{2},\mathrm {d} \mathbf {r} _{2})}{|\mathbf {r} _{1}-\mathbf {r} _{2}|^{3}}}-{\frac {\mathrm {d} \mathbf {r} _{2}(\mathbf {r} _{1}-\mathbf {r} _{2},\mathrm {d} \mathbf {r} _{1})}{|\mathbf {r} _{1}-\mathbf {r} _{2}|^{3}}}\right)=\\&={\mu _{0}I_{1}I_{2} \over 4\pi }\left({\frac {[\mathrm {d} \mathbf {r} _{2},[\mathrm {d} \mathbf {r} _{1},\mathbf {r} _{2}-\mathbf {r} _{1}]]}{|\mathbf {r} _{1}-\mathbf {r} _{2}|^{3}}}-{\frac {\mathrm {d} \mathbf {r} _{2}(\mathbf {r} _{1}-\mathbf {r} _{2},\mathrm {d} \mathbf {r} _{1})}{|\mathbf {r} _{1}-\mathbf {r} _{2}|^{3}}}\right)\\\end{aligned}}.}
Тут перші два доданки об'єднано за тотожністю Лагранжа, третій доданок при інтегруванні за замкнутим контуром {\displaystyle C_{1}} і {\displaystyle C_{2}} дасть нуль. Справді,
{\displaystyle \oint \limits _{\mathbb {C} _{2}}\oint \limits _{\mathbb {C} _{1}}{\frac {\mathrm {d} \mathbf {r} _{2}(\mathbf {r} _{1}-\mathbf {r} _{2},\mathrm {d} \mathbf {r} _{1})}{|\mathbf {r} _{1}-\mathbf {r} _{2}|^{3}}}=\left[{\begin{aligned}&\mathbf {r} =\mathbf {r} _{1}-\mathbf {r} _{2}\\&C_{1}\rightarrow C_{1}'\\\end{aligned}}\right]=\oint \limits _{\mathbb {C} _{2}}\mathrm {d} \mathbf {r} _{2}\oint \limits _{\mathbb {C} _{1}'}{\frac {(\mathbf {r} ,\mathrm {d} \mathbf {r} )}{|\mathbf {r} |^{3}}}=\oint \limits _{\mathbb {C} _{2}}\mathrm {d} \mathbf {r} _{2}\oint \limits _{\mathbb {C} _{1}'}(\mathrm {grad} {\frac {1}{|\mathbf {r} |}},\mathrm {d} \mathbf {r} )=0.}
Таким чином, отримуємо форму закону Ампера, дану Максвеллом:
{\displaystyle \mathbf {F} _{12}={\mu _{0}I_{1}I_{2} \over 4\pi }\oint \limits _{\mathbb {C} _{2}}\oint \limits _{\mathbb {C} _{1}}{\frac {[\mathrm {d} \mathbf {r} _{2},[\mathrm {d} \mathbf {r} _{1},\mathbf {r} _{2}-\mathbf {r} _{1}]]}{|\mathbf {r} _{1}-\mathbf {r} _{2}|^{3}}}.}
Хоча сила завжди однакова за різних {\displaystyle k}, момент сили може відрізнятися. Наприклад, при взаємодії двох нескінченних проводів, які перетинаються під прямим кутом, сила взаємодії дорівнюватиме нулю. Якщо розрахувати моменти сил, що діють на кожен із проводів, за формулою Грассмана, жоден з них не буде рівним нулю (хоча їх сума буде рівною нулю). Якщо ж розрахувати моменти сил за оригінальним законом Ампера, кожен з них дорівнюватиме нулю.

## Закон Ампера як релятивістський ефект
Електричний струм у провіднику це рух зарядів відносно інших зарядів. Цей рух приводить в СТО до ефектів, які в класичній фізиці пояснюють окремою фізичною сутністю — магнетизмом. У СТО ці ефекти не вимагають уведення магнетизму, і, в першому наближенні, достатньо розгляду кулонівських взаємодій. Для розкриття закону Ампера в межах СТО провідник описують прямою з деякою лінійною густиною додатних зарядів і прямою з рухомими зарядами. Заряд інваріантний, тому ефект лоренцевого скорочення довжини створює різницю між густиною додатних і від'ємних зарядів у спочатку, нейтральному металевому проводі. Звідси і виникнення сили притягання або відштовхування між двома провідниками зі струмом.